# HD 14171
HD 14171，又名BD+63 320，SAO 12226、HR 668，是一颗恒星，视星等为6.6，位于銀經132.36，銀緯3.1，其B1900.0坐标为赤經2h 12m 31.5s，赤緯+63° 3.1′ 33″。